# Kobaltblauw

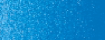
kobaltblauw

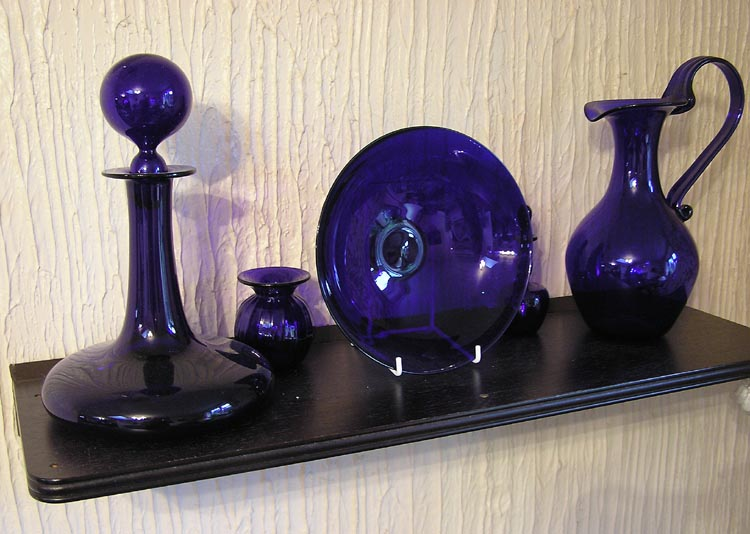
Kobaltblauw in glaswerk

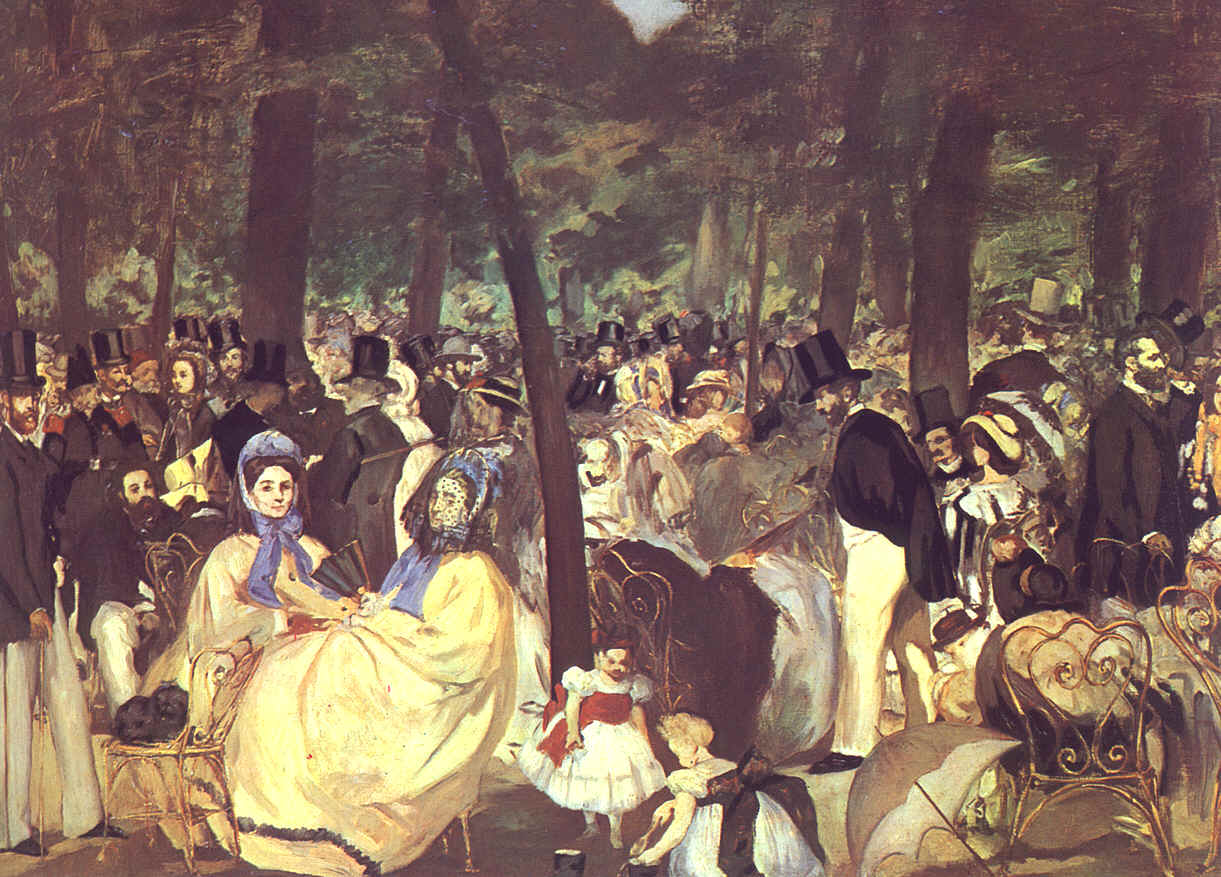
Voor de hoofddeksels van de vrouwen in dit schilderij van Manet is kobaltblauw gebruikt

Kobaltblauw is een pigment met een intens blauwe kleur. Het is kostbaar, maar tevens uitzonderlijk stabiel. De chemische samenstelling is kobalt(II)oxide - aluminiumoxide (CoO · Al2O3).
De naam kobalt komt van het woord kobold, een ondergrondse kwelgeest, waarvan men dacht dat hij vindplaatsen van zilvererts verontreinigde.
Verwarrend is dat in de negentiende eeuw ook ceruleumblauw wel "kobaltblauw" genoemd werd.

## Geschiedenis

### Ontwikkeling
Kobaltzouten werden reeds in Egypte gebruikt, vanaf 1500 voor Christus, in blauwe glazuren. Ook in China heeft men kobaltzouten aangetroffen, met name bij voorwerpen uit de Tangdynastie (618-906). Het werd daar voor het kleuren van aardewerk toegepast.
Een pigment gebaseerd op kobaltblauw werd in het westen al sinds de middeleeuwen gewonnen, onder de naam smalt, door een met kobaltoxiden blauwgekleurde glasmassa te vergruizelen. De concentratie van het kleurende pigment was hierdoor gering. De ontdekking van het element kobalt wordt toegeschreven aan de Zweed Georg Brandt (1694-1768). Hij was de eerste die aantoonde dat kobalt de bron van de kleur blauw in het glas was, hetgeen men voor die tijd toeschreef aan het element bismut, dat vaak samen met kobalt wordt aangetroffen. In 1775 ontdekte Josef Leithner in Wenen dat een kobaltaluminaat een kleurend bestanddeel kon zijn. Hij wist dit pigment te maken door calcinatie van kobaltoxide en aluminiumoxide. In 1776 en 1777 troffen onafhankelijk van elkaar eerst Johan Gottlieb Gahn in Falun, en daarna Carl Friedrich Wenzel in Freiburg, ook kobaltaluminaat aan bij hun onderzoek naar kobaltverbindingen. Zij ontdekten de stof tijdens experimenten, bij het verhitten van mengsels met een soldeerpijp. In de methode van Gahn werd een mengsel van ijzervrij aluminium met een zuivere kobaltoplossing geprecipiteerd via een alkali. De volgende stappen waren wassen, drogen en een sterk calcineren waardoor de gewenste blauwe kleur verschijnt. Het was ook mogelijk kobaltnitraat over een precipitering van aluminium te gieten, opnieuw gevolgd door droging en calcinering. Een grotere hoeveelheid kobalt leidde tot een donkerder toon. Tegen het eind van de achttiende eeuw was er in Saksen ten behoeve van de porseleinindustrie een kleine productie van kobaltblauw, waarvan de methode geheim gehouden werd. In dezelfde tijd werd het incidenteel gebruikt in de schilderkunst.

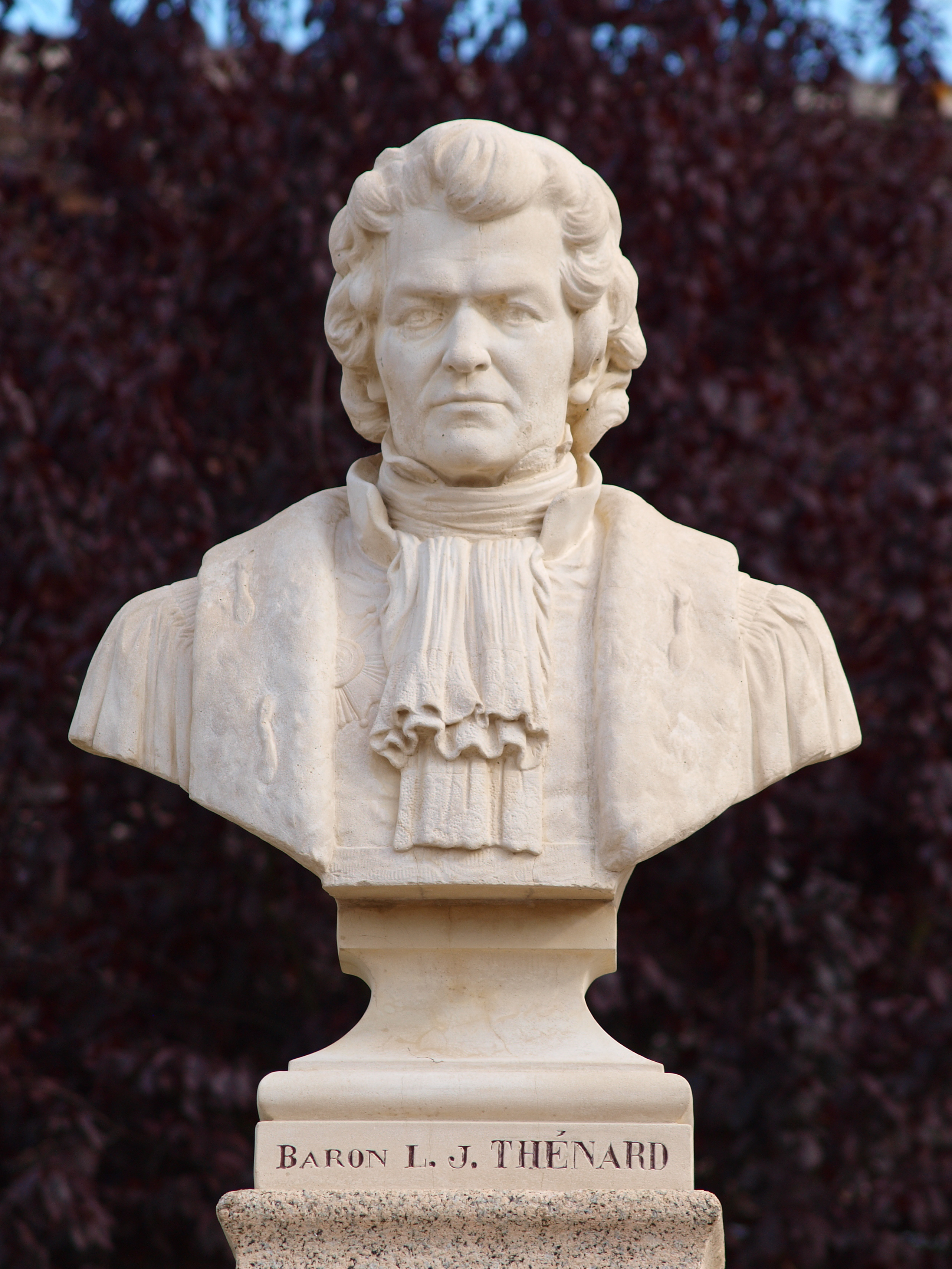
Thénards methode bracht de eerste industriële productie van kobaltblauw op gang

In 1799 verordonneerde de Franse staatsraad, later minister van binnenlandse zaken, Jean-Antoine Chaptal een eenvoudiger productiewijze te ontwikkelen van een blauw pigment op kobaltbasis. Experimenten werden uitgevoerd door Louis Jacques Thénard en Léonor Mérimée onder leiding van Alexandre Brongniart. In 1803/1804 publiceerde Thénard een verbeterde bereidingsmethode. Het pigment wordt daarom ook wel Thénard(s)blauw genoemd, maar ook de namen van de eerdere ontdekkers worden wel toegepast evenals de benamingen Dresdenblauw en koningsblauw. De methode bestond uit het calcineren gedurende een half uur, na droging op een plank, van een mengsel van acht delen aluminiumhydraat met één deel kobaltfosfaat of kobaltarsenaat. Commerciële productie kwam in 1807 op gang. In het begin van de twintigste eeuw werden verbeterde methoden gevonden, gebaseerd op toevoeging van magnesiumzouten. Nog later werd een productiewijze ontdekt waarbij in poedervorm een mengsel van kobaltchloride met aluminiumchloride werd verhit. Ook is het mogelijk het pigment te verkrijgen door aluin te verbranden met kobaltsulfaat.

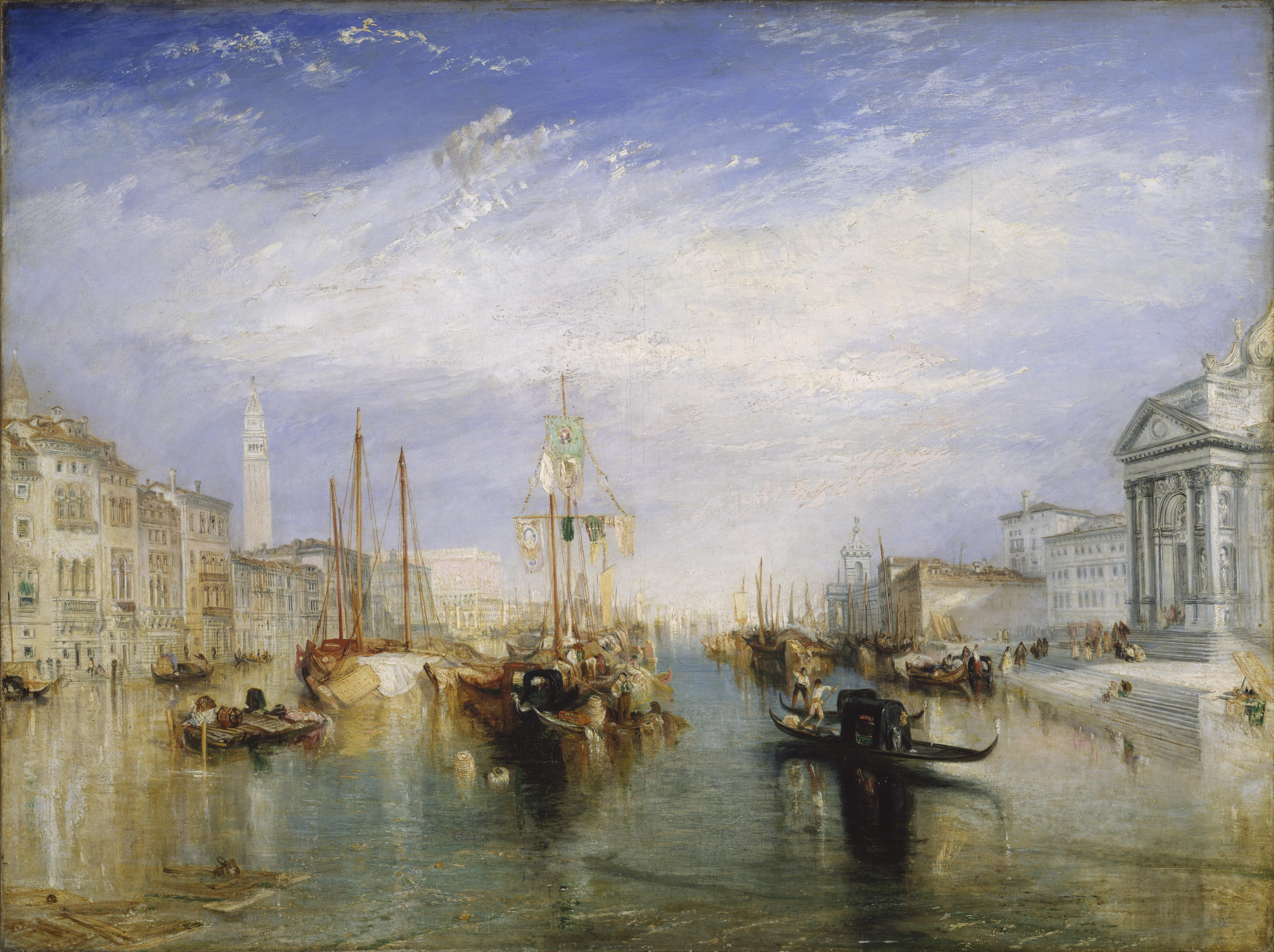
Een kobaltblauwe luchtpartij door William Turner

Chemisch hangt de blauwe kleur van de verbinding samen met de omringing van het kobalt-ion door vier liganden. Dit is in het laboratorium te zien door aan een bleekroze oplossing van een kobaltzout een ongeveer even grote hoeveelheid geconcentreerd zoutzuur toe te voegen. De kleur verandert naar diepblauw. Zonder de aanwezigheid van chloride wordt kobalt omgeven door zes relatief kleine watermoleculen. Chloride is als ligand beter gebonden dan water, zeker als het in hogere concentraties aanwezig is, maar chloride is ook groter dan een watermolecule: er passen maar vier chloride-ionen rond kobalt en de kleur wordt diepblauw.
Gedurende de 19e eeuw werd kobaltblauw vooral geproduceerd door het Noorse Blaafarveværket (70-80 % van de wereldproductie). Dit bedrijf werd geleid door de Pruisische industrieel Benjamin Wegner. Het benodigde kobalterts werd uit de plaatselijke mijn gewonnen.

### Toepassing
Wegens de hoge fabricagekosten is de industriële toepassing van het pigment, buiten de productie van glas en keramiek, altijd beperkt gebleven.
In de negentiende eeuw werd kobaltblauw snel een populair pigment in de schilderkunst. Voordat rond 1830 de productie van synthetisch ultramarijn op gang kwam, was het, op het weinig kleurkrachtige smalt na, het goedkoopste donkerblauwe pigment. Ook daarna behield het zijn populariteit, mede omdat het zich als halfdekkend pigment goed leende voor het vinden van de juiste kleurtoon in luchtpartijen. Het pigment werd vooral toegepast door die schilders of stromingen die opzettelijk een helder coloriet nastreefden en daarom bereid waren de nieuwste pigmenten meteen in te zetten, ook al had men er toen geen goed beeld van hoe stabiel die waren. Kobaltblauw vindt men dan ook ruim toegepast in het werk van William Turner en de Prerafaëlieten. De grote Franse impressionistische schilders zoals Claude Monet en Auguste Renoir gebruikten de kleur zeer graag. Naast kobaltblauw pasten zij ook kobaltviolet toe. In hun streven alleen "zuivere" kleuren te gebruiken, meden de impressionisten, ondanks hun lage prijs, aardpigmenten en bruinen werden daarom verkregen door kobaltblauw met vermiljoen te mengen. Violetten werden gemaakt als een mengsel van kobaltblauw met karmijn. In de vroege twintigste eeuw bleef het pigment gebruikt worden door schilders als Matisse.
Sinds 1937 wordt de onderste baan van de Nederlandse vlag officieel omschreven als "kobaltblauw". Overigens wordt het doek niet met het eigenlijke pigment gekleurd en de in de wet exact aangegeven tint is een meer donkerblauwe kleur dan die van het pigment.
Tegenwoordig wordt kobaltblauw ook voor het drukken van bankbiljetten gebruikt, omdat het fotochemisch gemakkelijk te herkennen is.

## Eigenschappen

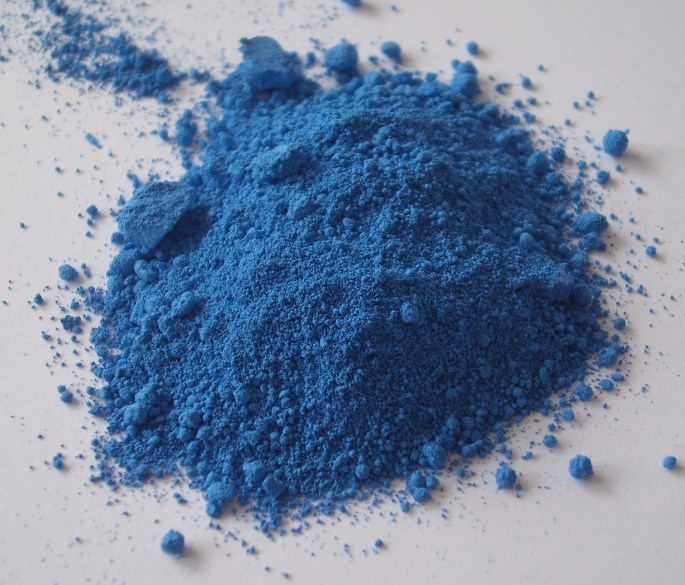
Het pigment kobaltblauw in poedervorm

Kobaltblauw is bijzonder lichtecht. Het verkleurt niet. Bij gebruik in de olieverftechniek werkt het als een katalysator bij de oxidatie en dus als een de droging versnellend siccatief. In de Colour Index is het het PB 28. Het is niet giftig en reageert ook niet negatief met andere pigmenten. Het wordt niet aangetast door zuren of alkaliën. Het is kalkbestendig en geschikt voor fresco. Het is hittebestendig. Het pigment is glacerend tot halfdekkend. Het kleurend vermogen is matig, doordat het aluminiumoxide in wezen een kleurloos substraat vormt. Dat substraat, niet een door weinig pigment al gekleurde laag bindmiddel, veroorzaakt dus de glacerende transparantie.
Kobaltblauw is een van de duurste pigmenten die in de schildertechniek worden toegepast. Ter reductie van een cognitieve dissonantie wordt vaak aangenomen dat de hoge prijs gerechtvaardigd wordt door speciale eigenschappen die de stof zou vertonen. Traditioneel wordt het pigment als "onmisbaar" omschreven ter aanvulling van ultramarijn. Van de donkerder varianten is de tint vrijwel gelijk aan het veel goedkopere, maar transparantere synthetisch ultramarijn en goedkope imitaties van kobaltblauw bestaan dan ook uit een mengsel van ultramarijn met wat titaanwit om de verf halfdekkend te maken. Lichtere varianten staan iets dichter bij cyaan en vormden zo een lichtecht alternatief voor het instabiele Pruisisch blauw. Tegenwoordig is het lichtechte, goedkope en veel verzadigder ftaloblauw voor die rol beschikbaar. Imitaties van kobaltblauw, hoewel in kleurtoon identiek, zullen bij glaceringen en mengingen andere resultaten opleveren dan het authentieke pigment, wat de gebruiker voor verrassingen kan stellen. Het bijzondere gedrag van kobaltblauw komt niet voort uit de kleurtoon of een chemische reactie, maar uit de fysieke structuur van de korrel als geheel. De pigmentkorrels zijn tamelijk grof. Bij aquarel kan dat leiden tot het uitvlokken van de pigmentdeeltjes, wat onvoorspelbare effecten oplevert die soms juist daarom gewaardeerd worden. Bij het zelf wrijven van olieverf maakte men wegens de grove structuur vaak de fout in het begin te veel lijnolie toe te voegen, wat de verf uiteindelijk te papperig maakte. Daarbij zal door vergeling van de overmaat aan olie de kleur een groenige zweem krijgen.